# Primula pulverulenta
Primula pulverulenta là một loài thực vật có hoa trong họ Anh thảo. Loài này được Duthie miêu tả khoa học đầu tiên năm 1905.

## Hình ảnh

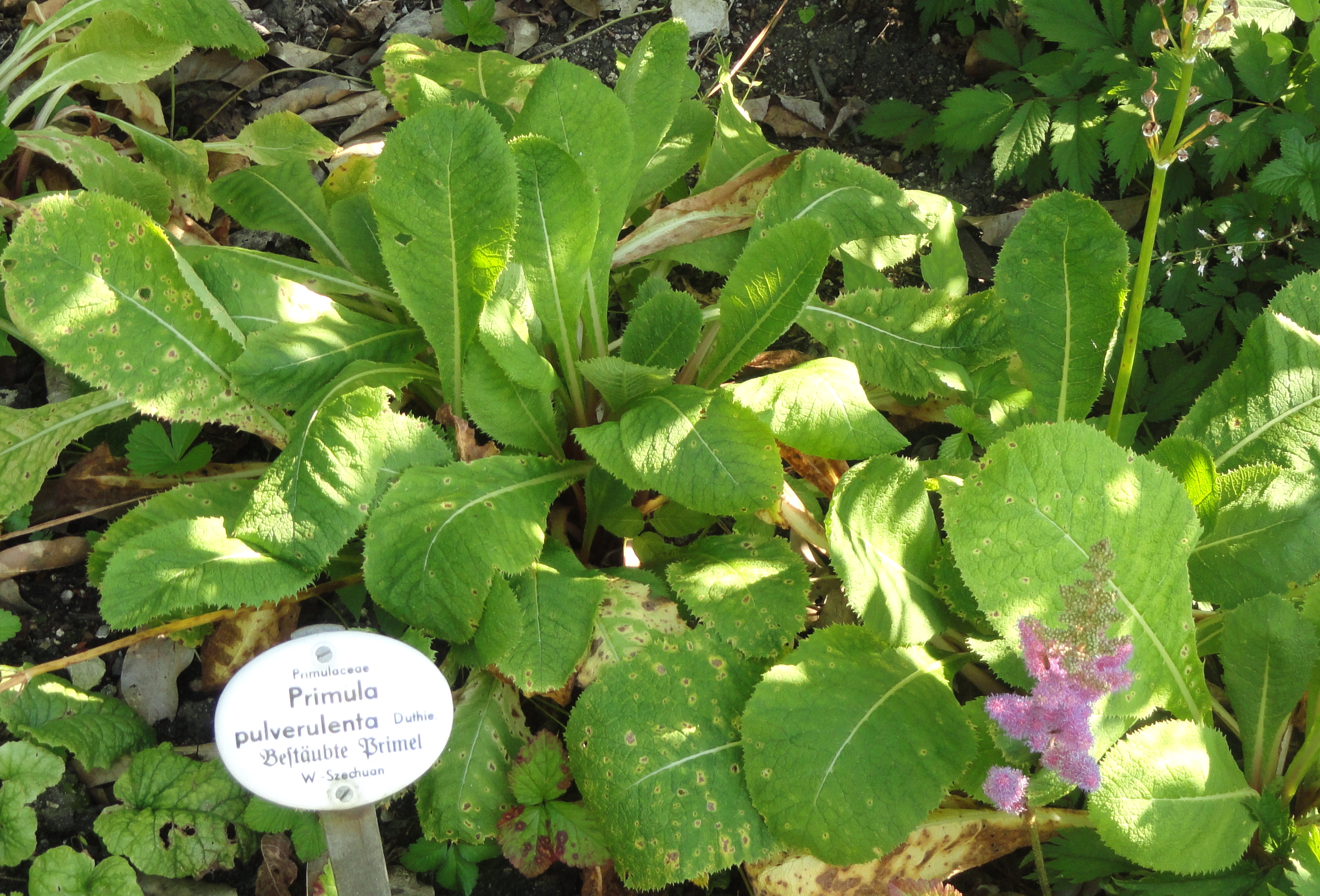
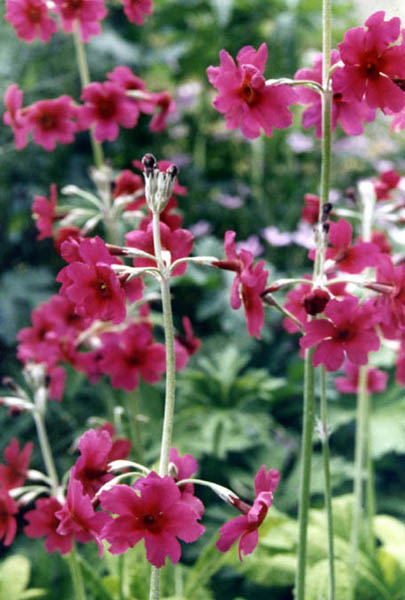
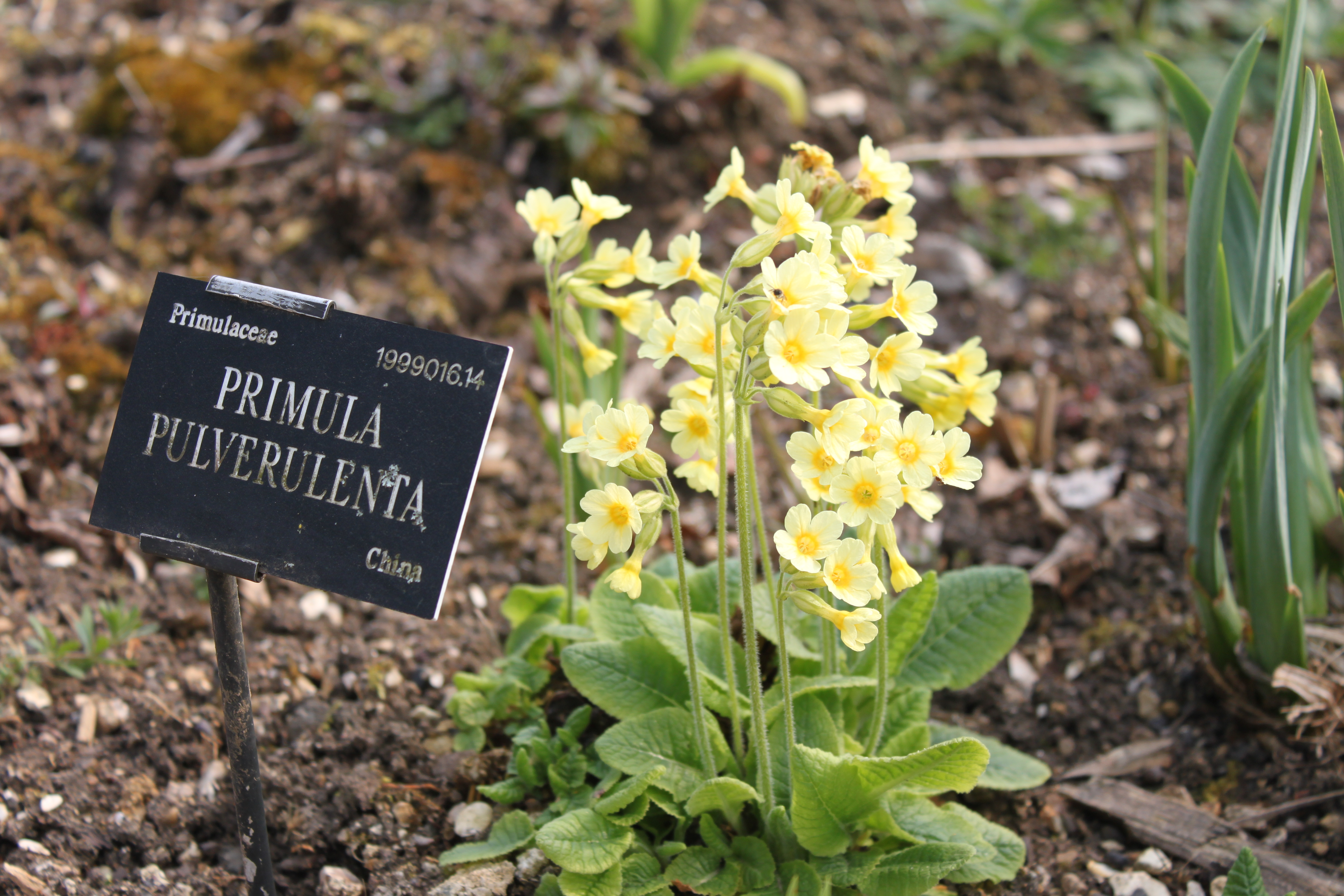